# Comuna 16 (Cali)
La Comuna 16 de Cali 
se encuentra localizada en el suroriente de la ciudad. Limita por el sur y suroccidente con la comuna 17, por el oriente con la comuna 15, por el nororiente con la comuna 13 y por el norte y noroccidente, con la comuna 11.

## Barrios
La comuna está compuesta por 7 barrios y 2 urbanizaciones o sectores. La comuna posee 580 manzanas, correspondiente al 4,2% del total de manzanas en la ciudad.
Los barrios, urbanizaciones o sectores son: 
| - Mariano Ramos - República de Israel - Unión de Vivienda Popular - Antonio Nariño | - Brisas del Limonar - Ciudad 2.000 - La Alborada - Villa Magna |

## Población
La comuna 16, según el censo de población de 2005, posee el 4,6% de la población total de la ciudad, es decir 94.383 habitantes, de los cuales el 47,2% son hombres (44.533) y el 50,8% restante mujeres (49.850). Esta distribución de la población por género es similar a la que se presenta para el consolidado de Cali (47,1% son hombres y el 52,9% mujeres).
El número de habitantes por hectárea es de 220,74, cifra superior al promedio de la ciudad de 168,7.

## Características
La comuna 16 cubre el 3,5% del área total del municipio de Santiago de Cali con 427,6 hectáreas.
Esta comuna cuenta con 14.325 predios, que representa el 3% del total de la ciudad. Está conformada por 22.260 viviendas, lo cual corresponde al 4,4% del total de viviendas de la capital vallecaucana. Así, el número de viviendas por hectárea es 52,1, cifra superior a la densidad de viviendas para el total de la ciudad que es de 41,6 viviendas por hectárea.

## Estratificación
En la comuna 16, tenemos que el estrato más común es el 2 (estrato moda); este estrato 2 es el que presenta una mayor proporción del total de lados de manzanas de esta comuna correspondiendo al 90,4%. No hay presencia de los estratos 5 y 6.

## Salud
La comuna posee dos puestos de salud y un centro hospital, La comuna 16 no posee hospitales ni clínicas.